# 온라인 컴퓨터 도서관 센터

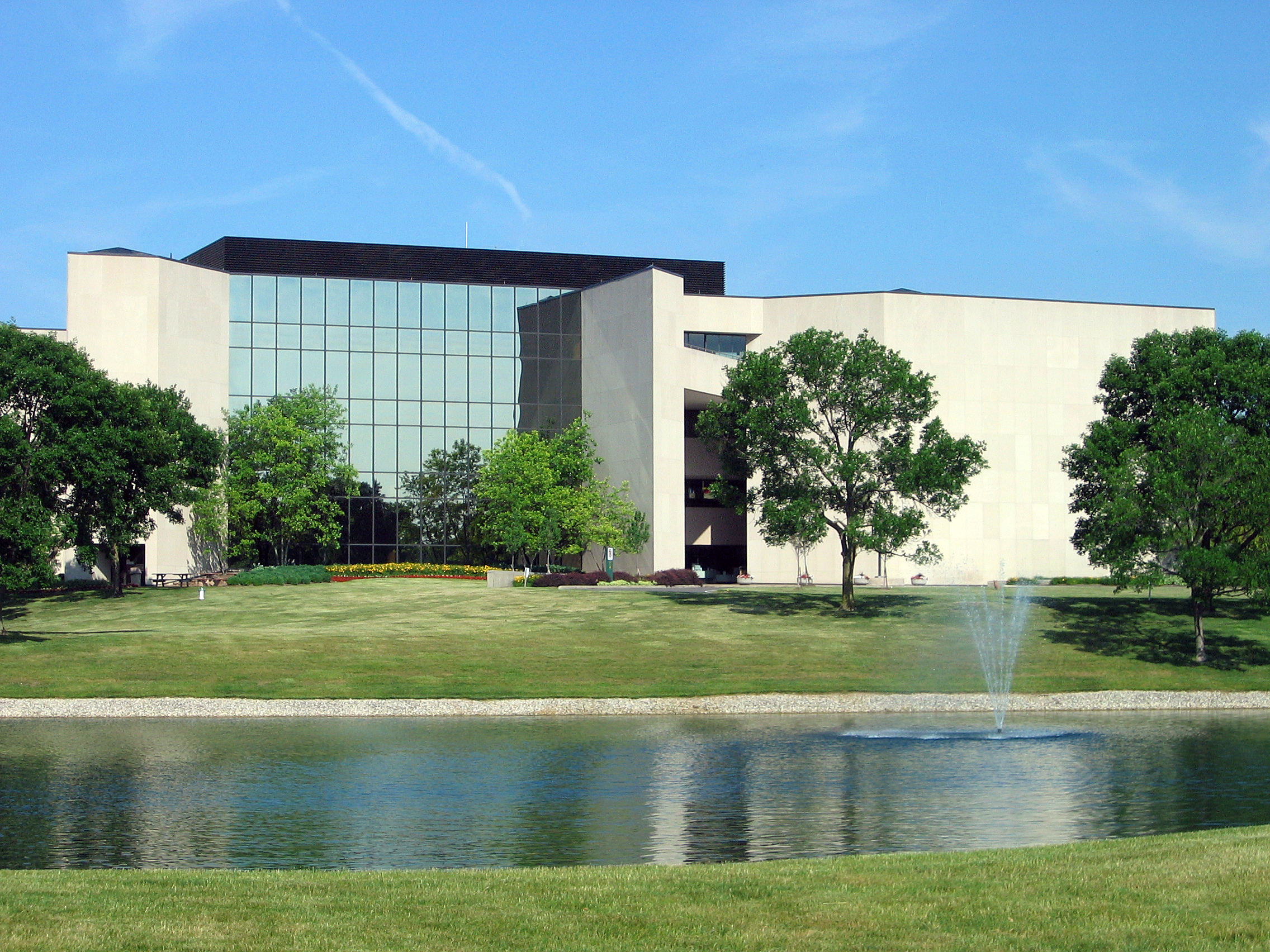

온라인 컴퓨터 도서관 센터(Online Computer Library Center, OCLC)는 대중에게 세계 속 정보를 더 쉽게 접근할 수 있게 하고 정보 비용을 줄이기 위한 비영리 컴퓨터 도서관 서비스 및 연구 단체이다. 1967년 7월 6일에 비영리 단체 "오하이오 칼리지 라이브러리 센터"로 통합되었다. 도서관 자료를 보존, 분류하고 대여하는 OCLC 서비스를 이용하는 도서관이 86개국에 27,000 군데가 넘는다.
이 단체는 프레드 킬고어(Fred Kilgour)가 설립하였으며 미국 더블린에 본사가 위치해 있다.

## 같이 보기
- 더블린 코어